# Fritz Sack
Fritz Sack (n. 26 de febrero de 1931 Neumark/Pommern) es un sociólogo y criminólogo alemán. Fue el primer sociólogo en ocupar la cátedra de criminología en la Universidad de Hamburgo. Ha dirigido el Instituto para la Investigación Social en Criminología de Hamburgo. Ha sido el representante de la teoría del etiquetado, teoría de la reacción social o enfoque del etiquetamiento (en inglés Labeling theory o Labeling Approach, en alemán Etikettierungsansatz) en el debate entre criminología y sociología en relación con las normas sociales y la sociología de la desviación en Alemania.

## Datos biográficos y académicos
Desde 1951 hasta 1954 se formó como director financiero y, posteriormente, estudió sociología y economía en la Universidad de Kiel, la Universidad de Colonia, la Universidad Estatal de Ohio y la Universidad de California, Berkeley en California. En el año 1970 consiguió la habilitación como profesor en "Sociología General" en la Universidad de Colonia.
Entre los años 1970 a 1974 fue profesor de Sociología en la Universidad de Ratisbona. Entre los años 1974 a 1984 fue profesor en la Facultad de Derecho de la Universidad de Hannover. 
En 1984 aceptó el nombramiento en la Cátedra de Criminología de la Facultad de Derecho de la Universidad de Hamburgo. Desde 1996, es profesor emérito. Fue el primer sociólogo que ocupó una plaza de criminología en Alemania.
Durante muchos años fue director del Instituto para la Investigación Social en Criminología.
Sack es uno de los máximos representante en Alemania de la teoría del etiquetado, que se había desarrollado en la década de 1960 en los Estados Unidos. Sus aportaciones han tenido gran impacto durante décadas en la criminología y la política criminal alemana.

## Escritos (selección)
- eds. con René König: Kriminalsoziologie. Akademische Verlagsges., Frankfurt a.M. 1968 (unveränderte Auflagen 1974 und 1979)
- eds. con Klaus Lüderssen: Seminar: Abweichendes Verhalten I. Die selektiven Normen der Gesellschaft. Suhrkamp, Frankfurt/M. 1975.
- eds. con Klaus Lüderssen: Seminar: Abweichendes Verhalten II. Die gesellschaftliche Reaktion auf Kriminalität, vol. 1: Strafgesetzgebung und Strafrechtsdogmatik. Suhrkamp, Frankfurt/M. 1975.
- eds. con Klaus Lüderssen: Seminar: Abweichendes Verhalten III. Die gesellschaftliche Reaktion auf Kriminalität, vol. 2: Strafprozess und Strafvollzug. Suhrkamp, Frankfurt/M. 1977.
- eds. con Klaus Lüderssen: Seminar: Abweichendes Verhalten IV. Kriminalpolitik und Strafrecht. Suhrkamp, Frankfurt/M. 1980.
- eds. cont Klaus Lüderssen: Vom Nutzen und Nachteil der Sozialwissenschaften für das Strafrecht, tomo I & II. Suhrkamp, Frankfurt/M. 1980
- otro ed. Privatisierung staatlicher Kontrolle: Befunde, Konzepte, Tendenzen. Nomos, Baden-Baden 1995